# Reloj solar de Baelo Claudia
El reloj solar de Baelo Claudia es un reloj solar que data del siglo I d. C., que fue utilizado por los habitantes de la Hispania Baetica, una de las provincias bajo la administración del Imperio romano en la península ibérica.

## Historia y hallazgo

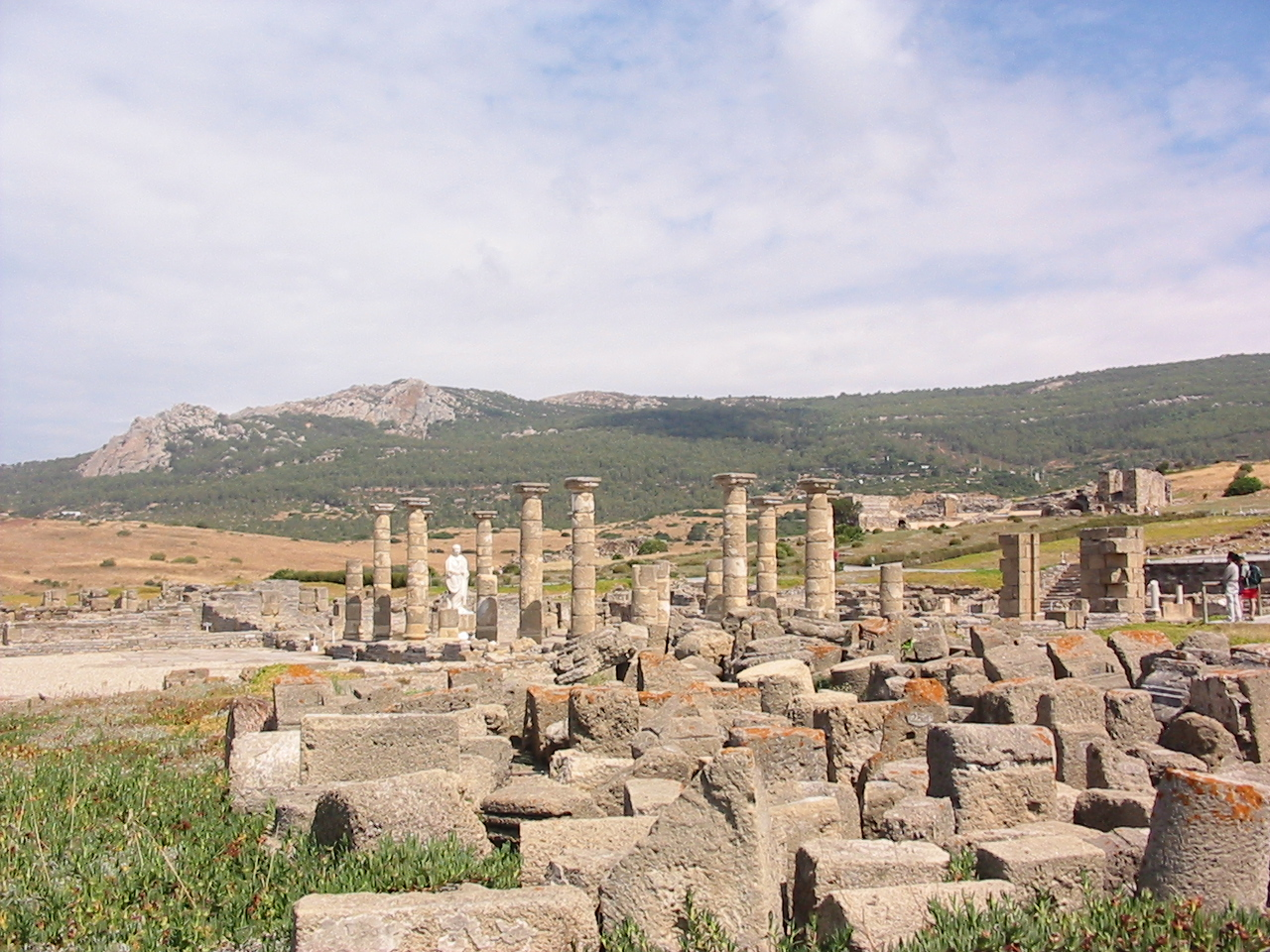
Ruinas de la antigua ciudad romana de Baelo Claudia

El reloj solar se halló en el yacimiento arqueológico de la antigua ciudad romana de Baelo Claudia, situado en la Ensenada de Bolonia, perteneciente a la pedanía tarifeña de Bolonia, a unos 22 km al noroeste de la ciudad de Tarifa, en la provincia de Cádiz, (España) dentro del actual parque natural del Estrecho (36°05′23″N 5°46′29″O), aunque llegó a Hispania procedente de Roma.

## Simbología
El reloj por sus dimensiones y su diseño se cree que debió utilizarse en algún edificio público de Baelo Claudia, y está considerado uno de los mejor conservados de la época del alto imperio romano.

## Características técnicas
- Estilo: romano.
- Técnica: labrado.
- Material: mármol.
- Altura: 84,5 centímetros.
- Anchura: 74 centímetros.
- Grosor: 60,2 centímetros.

## Conservación
La pieza se expone en el M.A.N., de Madrid con el número de inventario 33185.